# Vesthimmerland
Vesthimmerland est une commune du Danemark, située dans la région du Jutland du Nord. La commune comptait 37 121 habitants en 2019, pour une superficie de 771,8 km2.

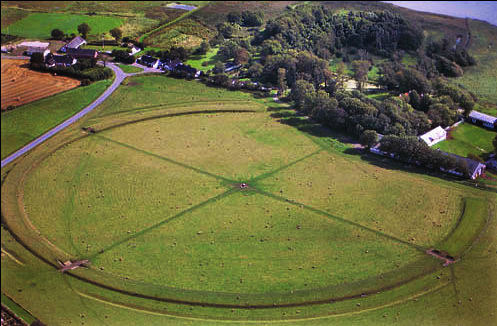
Les traces du ringfort d’Aggersborg

## Géopolitique

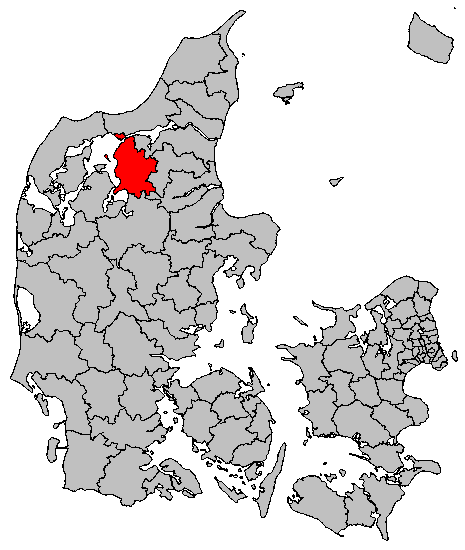
La commune de Vesthimmerland

Elle a été formée lors de la réforme des municipalités de 2007 par la fusion des anciennes communes d’Aalestrup, de Farsø, de Løgstør et d’Aars.
| Période          | Période          | Identité           | Étiquette                    | Qualité |
| ---------------- | ---------------- | ------------------ | ---------------------------- | ------- |
| 1er janvier 2007 | 31 décembre 2009 | Jens Lauritzen     | Venstre                      |         |
| 1er janvier 2010 | 31 décembre 2017 | Knud V. Kristensen | Parti populaire conservateur |         |